# شهرستان آلکساندروو-زاوودسکی
شهرستان آلکساندروو-زاوودسکی (به لاتین: Alexandrovo-Zavodsky District) یک شهرستان در روسیه است که در سرزمین زابایکالسکی واقع شده‌است.